# Mark Slade
Mark Slade (* 1. Mai 1939 in Salem) ist ein US-amerikanischer Schauspieler.
Nachdem er 1956 die Worcester Academy abgeschlossen hatte, wollte Slade zunächst Cartoonist werden. Nach einer Theaterschulaufführung, in der er als Zweitbesetzung für einen erkrankten Mitschüler einsprang, entschloss er sich, Schauspieler zu werden. Seine erste kleinere Rolle spielte er 1961 in dem Spielfilm Unternehmen Feuergürtel, der auch als Fernsehserie verfilmt wurde, in der Slade ebenfalls mitwirkte. Von 1965 bis 1966 spielte er in der Fernsehserie The Wackiest Ship in the Army.
Seine bekannteste Rolle war die des „Billie Blue Cannon“, die er in der Westernserie High Chaparral von 1967 bis 1971 spielte. 1970 veröffentlichte die Jugendzeitschrift Bravo einen so genannten Bravo-Starschnitt mit ihm.
Slade lebt heute in Kalifornien und ist als Maler tätig.

## Filmografie (Auswahl)
- 1961: Unternehmen Feuergürtel
- 1965–1966: The Wackiest Ship in the Army (Fernsehserie)
- 1967–1971: High Chaparral (Fernsehserie)
- 1974: Benji – Auf heißer Fährte